# Coelichneumon litoralis
Coelichneumon litoralis là một loài tò vò trong họ Ichneumonidae.